# 1884 na música

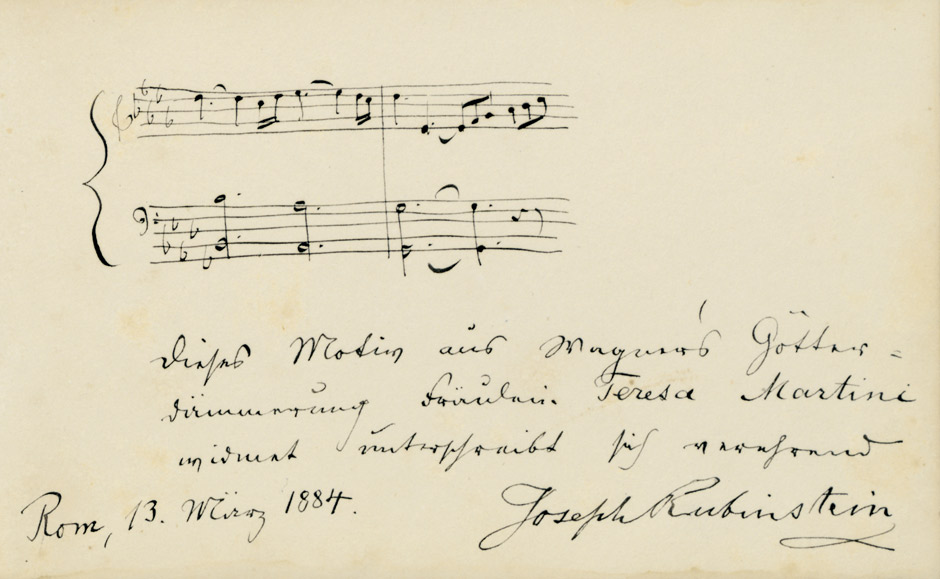
1884 partitura

## Nascimentos
| Data      | Nome     | Profissão                          | Nacionalidade   | Observações | Ref |
| --------- | -------- | ---------------------------------- | --------------- | ----------- | --- |
| 7 de Maio | Max Brod | escritor, compositor, e jornalista | Tchecoslováquia | m. 1968     |     |

## Mortes
| Data          | Nome                      | Profissão                  | Nacionalidade   | Observações | Ref |
| ------------- | ------------------------- | -------------------------- | --------------- | ----------- | --- |
| 21 de Janeiro | Auguste-Joseph Franchomme | violoncelista e compositor | França          | n. 1808     |     |
| 12 de Maio    | Bedřich Smetana           | compositor                 | Tchecoslováquia | n. 1824     |     |